# 琼尼·莫斯利
琼尼·莫斯利（英語：Jonny Moseley，1975年8月27日—），美国男子自由式滑雪运动员。他曾代表美国参加1998年和2002年冬季奥林匹克运动会自由式滑雪比赛，获得一枚金牌。